# Flächenformel von Pappus
Die Flächenformel von Pappus, auch Satz des Pappus genannt, ist ein Lehrsatz der euklidischen Dreiecksgeometrie, der auf den spätantiken Mathematiker Pappus Alexandrinus zurückgeht und welcher von diesem im ersten Kapitel von Buch IV der Mathematischen Sammlungen etwa im Jahr 320 vorgestellt wurde. Die Formel behandelt eine wesentliche Verallgemeinerung des Satzes des Pythagoras und gilt für beliebige Dreiecke, wobei Parallelogramme anstelle der pythagoreischen Quadrate treten.

## Formulierung

Satz von Pappos für Dreiecke: gestreifte Fläche = karierte Fläche

Gegeben sei ein beliebiges Dreieck {\displaystyle ABC} der euklidischen Ebene {\displaystyle \mathbb {E} ^{2}}. Als Grundseite des Dreiecks sei die dem Eckpunkt {\displaystyle A} gegenüberliegenden Dreiecksseite {\displaystyle {\overline {BC}}} gewählt.
Über den beiden anderen Dreiecksseiten {\displaystyle {\overline {AB}}} und {\displaystyle {\overline {AC}}}, jeweils gegenüber den Eckpunkten {\displaystyle C} bzw. {\displaystyle B}, seien zwei beliebige Parallelogramme {\displaystyle ABDE} und {\displaystyle ACFG} gelegen und dabei sei {\displaystyle H={DE}\cap {FG}} der Schnittpunkt der beiden Geraden {\displaystyle DE} und {\displaystyle FG} 
Über der Grundseite {\displaystyle {\overline {BC}}} liege das Parallelogramm {\displaystyle BCML}, und dafür sei vorausgesetzt:
(1) Die Seiten {\displaystyle {\overline {BL}}} und {\displaystyle {\overline {CM}}} seien parallel zur Geraden {\displaystyle AH} 
(2) Die Seiten {\displaystyle {\overline {AH}}}, {\displaystyle {\overline {BL}}} und {\displaystyle {\overline {CM}}} seien von gleicher Länge:
{\displaystyle |{\overline {AH}}|=|{\overline {BL}}|=|{\overline {CM}}|}.
Dann gilt:
Der Flächeninhalt des Parallelogramms {\displaystyle BCML} ist gleich der Summe der Flächeninhalte der beiden Parallelogramme {\displaystyle ABDE} und {\displaystyle ACFG}.
In Formeln:
{\displaystyle F_{BCML}=F_{ABDE}+F_{ACFG}}

## Zum Beweisgang

Beweis durch Scherung und Verschiebung

Der Beweisgang lässt sich so darstellen:
Ausgangspunkt ist die Tatsache, dass durch die Gerade {\displaystyle AH} eine Aufteilung der euklidischen Ebene {\displaystyle \mathbb {E} ^{2}} in zwei abgeschlossene Halbebenen gegeben ist.
Die Schnittmengen dieser beiden Halbebenen mit dem Parallelogramm {\displaystyle BCML} bilden wiederum zwei Parallelogramme {\displaystyle {H^{*}}{A^{*}}LB} und {\displaystyle {H^{*}}{A^{*}}MC}, welche {\displaystyle BCML} aufteilen, wobei {\displaystyle {H^{*}}} der Schnittpunkt der Geraden {\displaystyle AH} mit der Seite {\displaystyle {\overline {BC}}} ist und {\displaystyle {A^{*}}} der Schnittpunkt der Geraden {\displaystyle AH} mit der Seite {\displaystyle {\overline {LM}}}.
Mittels Scherung und Parallelverschiebung – in der jeweiligen Halbebene! – sieht man nun, dass {\displaystyle {H^{*}}{A^{*}}LB} flächengleich ist mit {\displaystyle ABDE} und ebenso {\displaystyle {H^{*}}{A^{*}}MC} flächengleich mit {\displaystyle ACFG}.
Dies lässt sich in drei Teilschritten (s. u.) nachvollziehen, wobei die Behandlung der beiden Parallelogramme {\displaystyle ABDE} und {\displaystyle ACFG} vollkommen gleichartig ist.
Auf diesem Wege erhält man dann die gewünschte Identität:
{\displaystyle F_{BCML}=F_{{H^{*}}{A^{*}}LB}+F_{{H^{*}}{A^{*}}MC}=F_{ABDE}+F_{ACFG}}.

### Darstellung der Teilschritte
Anhand des Parallelogramms {\displaystyle ABDE} lassen sich die Teilschritte wie folgt beschreiben:
Teilschritt 1
Innerhalb des von den Geraden {\displaystyle AB} und {\displaystyle DE} berandeten – also dazwischen liegenden! – abgeschlossenen Streifens {\displaystyle {\mathcal {S}}_{AB-DE}} wird das Parallelogramm {\displaystyle ABDE} in ein flächengleiches Parallelogramm geschert, und zwar derart, dass die Punkte der Seite {\displaystyle {\overline {AB}}} festbleiben, während der Punkt {\displaystyle D} in den Punkt {\displaystyle I}, der Punkt {\displaystyle E} in den Punkt {\displaystyle H}, die Seite {\displaystyle {\overline {BD}}} in die Seite {\displaystyle {\overline {BI}}} und die Seite {\displaystyle {\overline {AE}}} in die Seite {\displaystyle {\overline {AH}}} übergehen.
Teilschritt 2
Längs der Geraden {\displaystyle AH} {\displaystyle (={A^{*}H^{*}})} und dabei stets innerhalb des von den Geraden {\displaystyle BI} {\displaystyle (=BL)} sowie {\displaystyle AH} berandeten abgeschlossenen Streifens {\displaystyle {\mathcal {S}}_{BI-AH}} wird das in Teilschritt 1 entstandene Parallelogramm so verschoben, dass ein neues Zwischenparallelogramm entsteht, wobei {\displaystyle I} in {\displaystyle B} und {\displaystyle B} in {\displaystyle L} übergehen.
Teilschritt 3
Innerhalb {\displaystyle {\mathcal {S}}_{BI-AH}} wird das in Teilschritt 2 entstandene Zwischenparallelogramm in das Parallelogramm {\displaystyle {H^{*}}{A^{*}}LB} geschert, und zwar derart, dass alle Punkte der Seite {\displaystyle {\overline {BL}}} festbleiben.

## Zusammenhang mit dem Satz des Pythagoras
Der Satz des Pythagoras ergibt sich, wenn man annimmt, dass erstens das Dreieck {\displaystyle ABC} rechtwinklig ist mit rechtem Winkel bei {\displaystyle A}, mit Katheten {\displaystyle {\overline {AB}}} bzw. {\displaystyle {\overline {AC}}} sowie Hypotenuse {\displaystyle {\overline {BC}}} und dass zweitens die Parallelogramme {\displaystyle ABDE} und {\displaystyle ACFG} Quadrate sind.
Wie sich dann zeigt, sind die Dreiecke {\displaystyle AGH} und {\displaystyle AHE} beide rechtwinklig sowie zum Ausgangsdreieck {\displaystyle ABC} kongruent und die Gerade {\displaystyle AH} fällt mit der Höhengeraden durch {\displaystyle A} auf {\displaystyle {\overline {BC}}} zusammen. Das Parallelogramm {\displaystyle BCML} ist daher ein Rechteck und wegen {\displaystyle |{\overline {CM}}|=|{\overline {AH}}|=|{\overline {BC}}|} sogar ein Quadrat. Die Flächenformel fällt folglich in diesem Falle mit der pythagoreischen Formel
{\displaystyle |{\overline {BC}}|^{2}=|{\overline {AB}}|^{2}+|{\overline {AC}}|^{2}}
zusammen. Weiterhin zeigt sich, dass mit dem obigen Beweisgang zugleich auch ein Beweis des euklidischen Kathetensatzes gegeben ist.

## Abgrenzung
Der hiesige Lehrsatz ist nicht identisch mit dem Großen Satz von Pappus, welcher allerdings ebenfalls auf Pappus Alexandrinus zurückgeht.